# 맥스 엘리엇 슬레이드
맥스 엘리엇 슬레이드(Max Elliott Slade, 1980년 7월 4일 ~ )는 미국의 배우, 음악가, 영화배우, 텔레비전 배우이다.
패서디나에서 태어났다.

## 영화
- 위 아 러브 (2018년)
- 스위퍼 (1996년)
- 닌자 키드 3 (1995년)
- 아폴로 13 (1995년)
- 닌자 키드 2 - 돌아온 닌자 키드 (1994년)
- 닌자 키드 (1992년)
- 우리 아빠 야호 (1989년)